# Historia de Fuentes de Andalucía
La historia de Fuentes de Andalucía, viene marcada desde su consolidación como villa de señorío pleno. Fuentes de Andalucía es un municipio español de la provincia de Sevilla, en la comunidad autónoma de Andalucía. El término de Fuentes de Andalucía se formó en el siglo XIX, por la unión del señorío de La Monclova y el Marquesado de Fuentes.
El término de Fuentes, formado a expensas de los de Écija y Carmona, está situado entre los ríos Genil y Corbones, siendo su principal artería fluvial el río Arroyo Madrefuentes, llamado Guadalbardilla por los árabes.
En terrenos del término municipal de Fuentes se constata la presencia humana desde tiempos muy remotos. Los restos arqueológicos que cubren el suelo revelan la existencia en aquellos lugares de pobladores turdetanos durante varios siglos. También en él se encuentra localizada, cerca de la Monclova, la ciudad ibérica de Obúlcula, una de las ciudades béticas de la región turdetana, según Ptolomeo.
La villa de Fuentes fue reconquistada hacia el año 1248, y en los repartos de Écija se le cita expresamente, apareciendo incluida en val el término de Carmona según el alboz otorgado por privilegio de Alfonso X el Sabio en 1255 a dicha ciudad. La existencia de habitantes en estos lugares en tiempos musulmanes está totalmente aceptada, debido, además de la presencia de restos arqueológicos a la existencia del Castillo de Fuentes, cuya construcción posee una marcada tendencia árabe.
Las tierras fueron repartidas entre los señores que habían contribuido a la reconquista y entre las Órdenes Militares, que ayudaban al rey a este fin. A una de éstas, la de Alcántara, se le concedieron grandes extensiones en la parte occidental, en un lugar denominado La Aljabara.

## sigloXVII
El Marquesado de Fuentes fue concedido por Felipe III, el 15 de febrero de 1606, a Gome de Fuentes Guzmán, Caballero de Santiago. A mediados del siglo XVIII el señorío y el título habían entrado en la jurisdicción del Conde de Torralba.
Los terrenos de la Monclova quedaron en poder real y posteriormente fueron donados, como señorío, por Alfonso XI a Micer Egidio Boccanegra. Conocido como Gil Bocanegra, decimoséptimo almirante de Castilla, prestigioso marino genovés puesto al servicio real, por su actuación en la toma de la ciudad de Algeciras, al derrotar a la armada de los pueblos norteafricanos y hacerse dueño del mar, estrechando el cerco a la ciudad hasta su total rendición.
Las Cortes de Cádiz abolieron los derechos nobiliarios y con ellos la jurisdicción Civil y Criminal sobre la Villa de los Marqueses de Fuentes. Posteriormente se unieron en un mismo municipio los territorios pertenecientes a la Villa de Fuentes y al Señorío de la Monclova, constituyendo el actual término municipal de Fuentes de Andalucía, nombre que se comenzó a utilizar ya en 1778, en un documento testimonial del abogado Miguel de Padilla Infante, que después sería corregidor de la Villa, fechado el día 10 de marzo. A partir del año 1791 se generaliza dicho nombre.